# Södermanlands runinskrifter 172
Södermanlands runinskrifter 172 är ett vikingatida runstensfragment i Tystberga kyrka, Tystberga socken och Nyköpings kommun. Fragmentet finns inuti väggen av östra tornmuren.

## Inskriften
Translitterering av runraden:
· kuþla... ...et · r-... ... ...tiʀ sun sin · hialbi · kir... ...
Normalisering till runsvenska:
Guð... [l]et ... ... [æf]tiʀ sun sinn. Hialpi Kri[str] ...
Översättning till nusvenska:
Gud-... lät resa ... efter sin son. Hjälpe Krist ...